# Nasser Al-Shamrani
Nasser Al-Shamrani (en árabe: ناصر الشمراني‎) es un exfutbolista saudí que jugaba en la posición de delantero.

## Carrera

### Al-Wehda
Nasser comenzó a jugar a los 20 años, con el primer equipo del Al-Wehda, en la temporada 2003-04. Era aún joven, pero junto con su compañero de equipo, Essa Al-Mehyani, fueron los principales delanteros del Al-Wehda. A pesar de que Al- Wehda tenía delanteros jóvenes talentosos, Nasser no podía ganar cualquier torneo con Al-Wehda, y la mejor posición obtenido en la Liga premier de Arabia Saudita fue el 3.er lugar en la temporada 2006-2007.

### Al-Shabab
Durante la temporada 2005-2006, Al-Shabab decidido transferir a Nasser, y tenía un acuerdo con Al-Wehda para un préstamo en el medio de la temporada, hasta el final de la temporada. Al-Wehda aceptado porque en ese momento Al-Wehda no tenía ninguna posibilidad de competir en todos los torneos locales. Durante este par de meses, Nasser fue capaz de demostrar su valor como delantero. Anotó 4 goles en la Liga de Campeones de la AFC, ayudando al Al- Shabab a calificar a los cuartos de final de ese año. En la liga, anotó 3 goles, uno que fue el tercer gol en la final de Liga Premier de Arabia Saudita contra el Al-Hilal, que terminó 3-0. Tras el final de la temporada, Al-Shabab quedamron impresionados por su actuación, y trató de firmar un contrato con él, pero Al-Wehda negó y por la temporada 2006-2007 regresó a Al- Wehda.

### Al-Hilal
El 30 de junio de 2013, se acordó un contrato de tres años con el Al-Hilal. Después de perder la final de Liga de Campeones de la AFC 2014, escupió al jugador del Western Sydney Wanderers: Matthew Spiranovic antes de intentar cabecearlo. Como resultado de su conducta, Al- Shamrani fue suspendido por 8 partidos de la Liga de Campeones de la AFC.
El 30 de noviembre de 2014, fue nombrado Futbolista del año en Asia. El 30 de diciembre de 2014, Al-Shamrani empujó un fanático antes de 4-1 pérdida de Arabia Saudita a Baréin y más tarde perdió la Copa Asiática de la AFC 2015 debido a una lesión.

## Estadísticas
Actualizadas a febrero de 2014.
| Club                     | Temporada     | Liga  | Liga  | Copa  | Copa  | ACL   | ACL   | Total | Total |
| Club                     | Temporada     | Part. | Goles | Part. | Goles | Part. | Goles | Part. | Goles |
| ------------------------ | ------------- | ----- | ----- | ----- | ----- | ----- | ----- | ----- | ----- |
| Al-Wehda Arabia Saudita  | 2003–04       | 16    | 2     | -     | -     | -     | -     | 16    | 2     |
| Al-Wehda Arabia Saudita  | 2004–05       | 13    | 3     | 2     | 2     | -     | -     | 15    | 5     |
| Al-Wehda Arabia Saudita  | 2005–06       | 15    | 7     | -     | -     | -     | -     | 15    | 7     |
| Al-Wehda Arabia Saudita  | 2006–07       | 18    | 11    | 3     | 2     | -     | -     | 21    | 13    |
| Total                    | Total         | 62    | 23    | 5     | 4     | -     | -     | 67    | 27    |
| Al-Shabab Arabia Saudita | 2007–08       | 19    | 18    | 6     | 9     | 5     | 3     | 30    | 30    |
| Al-Shabab Arabia Saudita | 2008–09       | 20    | 12    | 5     | 4     | 5     | 6     | 30    | 22    |
| Al-Shabab Arabia Saudita | 2009–10       | 14    | 9     | 1     | 1     | 0     | 0     | 15    | 10    |
| Al-Shabab Arabia Saudita | 2010–11       | 23    | 17    | 2     | 3     | 10    | 3     | 35    | 23    |
| Al-Shabab Arabia Saudita | 2011–12       | 25    | 21    | 4     | 2     | -     | -     | 29    | 23    |
| Al-Shabab Arabia Saudita | 2012–13       | 22    | 10    | 4     | 4     | 8     | 3     | 34    | 17    |
| Total                    | Total         | 123   | 87    | 22    | 23    | 28    | 15    | 173   | 125   |
| Al-Hilal Arabia Saudita  | 2013–14       | 26    | 21    | 3     | 2     | 8     | 7     | 37    | 30    |
| Al-Hilal Arabia Saudita  | 2014–15       | 22    | 13    | 2     | 2     | 1     | 0     | 25    | 15    |
| Al-Hilal Arabia Saudita  | 2015–16       | 15    | 4     | 4     | 3     | 1     | 0     | 20    | 7     |
| Al-Hilal Arabia Saudita  | 2016–17       | 12    | 7     | 4     | 0     | 9     | 3     | 25    | 10    |
| Total                    | Total         | 75    | 45    | 13    | 7     | 19    | 10    | 107   | 62    |
| Total carrera            | Total carrera | 260   | 155   | 40    | 34    | 47    | 25    | 347   | 214   |

### Goles internacionales
Actualizado al 23 de noviembre de 2014.
| #  | Fecha      | Sede                                      | Oponente               | Marcador |
| -- | ---------- | ----------------------------------------- | ---------------------- | -------- |
| 1  | 29-01-2005 | Riad, Arabia Saudí                        | Turkmenistán           | 1–0      |
| 2  | 21-08-2008 |                                           | Suiza                  | 1–0      |
| 3  | 12-08-2009 |                                           | Omán                   | 1–2      |
| 4  | 09-092009  | King Fahd International Stadium, Riad     | Baréin                 | 1–0      |
| 5  | 14-10-2009 |                                           | Túnez                  | 1–0      |
| 6  | 14-11-2009 | Estadio del Rey Fahd, Riad                | Bielorrusia            | 1–1      |
| 7  | 13-07-2011 | Amán, Jordania                            | Jordania               | 1–1      |
| 8  | 23-07-2011 | Estadio Príncipe Mohamed bin Fahd, Dammam | Hong Kong              | 1–0      |
| 9  | 23-07-2011 | Estadio Príncipe Mohamed bin Fahd, Dammam | Hong Kong              | 3–0      |
| 10 | 28-07-2011 | Siu Sai Wan Sports Ground, Hong Kong      | Hong Kong              | 3–0      |
| 11 | 06-09-2011 | Estadio Príncipe Mohamed bin Fahd, Dammam | Australia              | 1–3      |
| 12 | 29-02-2012 | AAMI Park, Melbourne                      | Australia              | 2–4      |
| 13 | 15-10-2013 | Ammán International Stadium, Amán         | Irak                   | 2–0      |
| 14 | 15-11-2013 | Prince Mohamed bin Fahd Stadium, Dammam   | Irak                   | 2–1      |
| 15 | 16-11-2014 | King Fahd International Stadium, Riad     | Baréin                 | 1–0      |
| 16 | 23-11-2014 | King Fahd International Stadium, Riad     | Emiratos Árabes Unidos | 1–0      |

## Honores

### Club
Al-Shabab
- Liga Premier de Arabia Saudita (1): 2011–12
- Copa del Rey de Campeones (2): 2008, 2009
- Copa Federación Saudí (1): 2008–09

Al-Hilal
- Liga Premier de Arabia Saudita: Subcampeón 2013–14
- Copa del Príncipe de la Corona Saudí: Subcampeón 2013-14
- Liga de Campeones de la AFC: Subcampeón 2014

### Nacional
- Copa Asiática Subcampeón (1): 2007
- Copa de Naciones del Golfo Subcampeón (1): 2014

### Individual
- Liga Premier de Arabia Saudita Máximo goleador (5): 2007–08, 2008–09, 2010–11, 2011–12, 2013–14
- Copa del Rey de Campeones Máximo goleador (2): 2007–08, 2008–09
- Jugador de Asia: 2014